# 德國駐臺代表列表
本表列出德國駐臺灣歷任外交官。雙方已無正式外交關係。

## 歷史
德國於臺灣清領時期末期及臺灣日治時期曾先後在淡水及大稻埕開設領事館辦理館務:161。二戰結束至中華民國政府遷臺後，德國與多數西方國家不同，同時不與中華民國和中華人民共和國任何一方邦交，亦未曾在臺設置駐中華民國大使館:p4。1972年德國與中華人民共和國建交後，德國駐臺單位中亦未曾出現過正式的外交代表機構。直至2000年後，德國方以派駐臺北市的德國在台協會處長作為對臺代表。

## 歷任德國駐臺北領事（1895年—1908年）

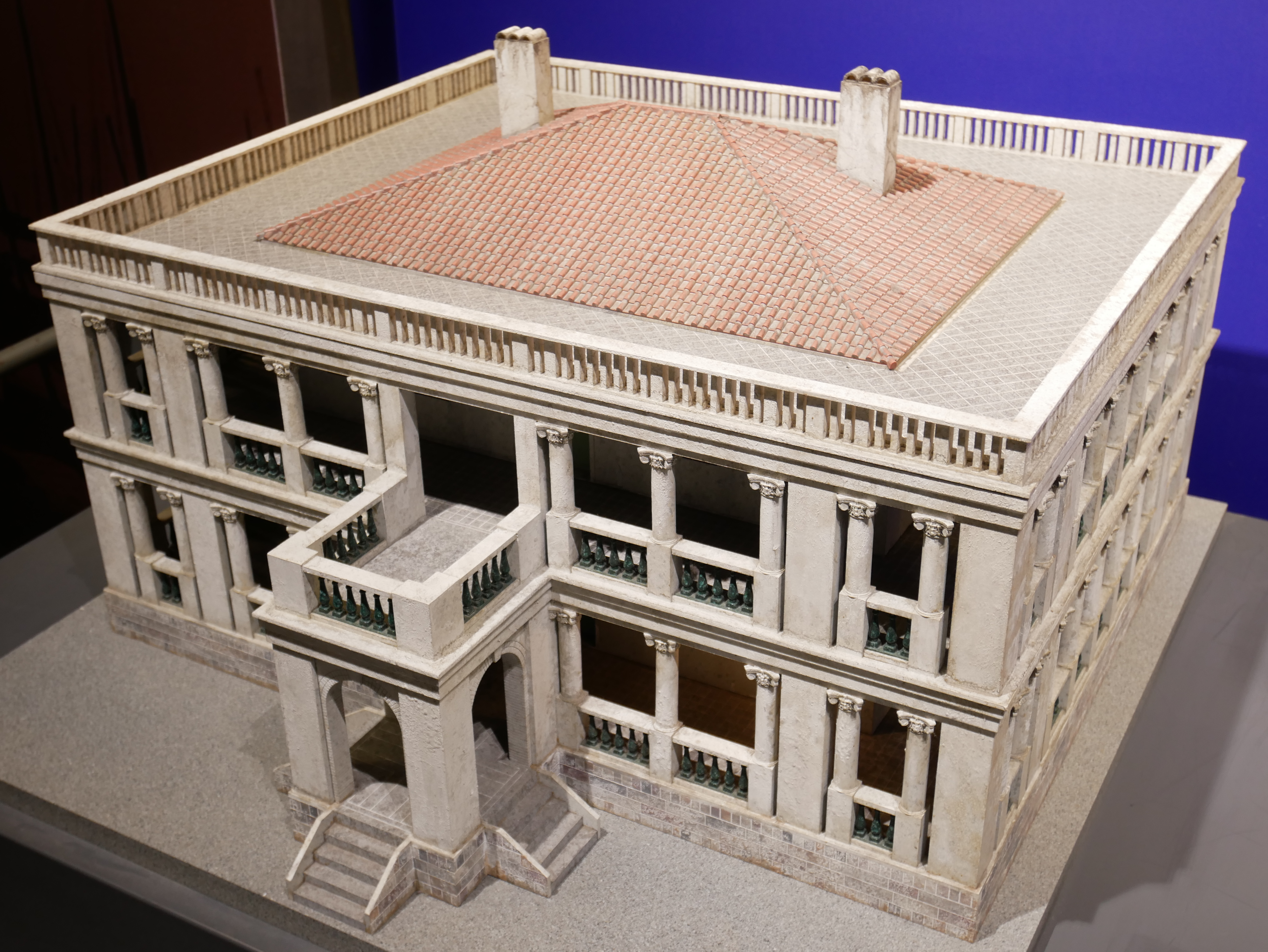
德國駐大稻埕領事館模型

臺灣於清末光緒時期的1880年代曾屬於德國駐廈門領事館轄區。1895年起，德國派遣領事梅爾茲（Constance Merz）常駐臺灣，第一代館址位於淡水。進入日治時代後的1905年3月2日，時任領事賴因斯多爾夫（F. Reinsdorf）向臺北廳申請將領事館遷至大稻埕的德國商社公泰洋行（Buttler & Co.）舊址，獲批准後始於1906年起將館舍改設至大稻埕港邊街。1908年7月，德國駐大稻埕領事館隨著賴因斯多爾夫改任駐下關領事而裁撤，臺灣改納為德國駐長崎領事館轄區。1922年，改隸為德國駐神戶領事館的領區:161。
| 姓名         | 任期                     | 職銜                | 備註:161-162                                                                                         |
| ------------ | ------------------------ | ------------------- | --- |
| 梅爾茲       | 1895年—1897年12月        | 領事                | 改任駐廈門領事                                                                                       |
| 瓦爾勒       | 1895年12月26日—1896年9月 | 領事代理            | 梅爾茲請假期間代辦館務                                                                               |
| 賴因斯多爾夫 | 1897年12月—1898年6月     | 代辦領事 （副領事） | 調任駐朝鮮京城領事                                                                                   |
| 凡發里民     | 1898年6月—1899年3月      | 領事代理            | |
| 慕拉         | 1899年3/4月—1900年4/5月  | 代理領事            | 該館實習翻譯官暫代                                                                                   |
| 赫因得哲     | 1899年4月—1900年4月      | 副領事              | |
| 賴因斯多爾夫 | 1900年5月—1908年6月      | 領事                | 改任駐日本下關領事 駐臺北領事館奉令裁撤                                                              |
| 墨希連布爾克 | 1906年6月—1908年3月      | 代理領事            | 於賴因斯多爾夫領事休假返國期間代理館務 赴臺就職前曾任駐長崎領事館實習翻譯官 離臺後調回駐日大使館服務 |

## 中華民國政府遷臺後歷任德國外交官（2000年—）
1945年斷交後，德國對中華民國一直未派駐實質外交單位。直到2000年成立德國在台協會，處長才具備駐台代表角色。
| 姓名   | 圖像 | 任期           | 備註                                                                                                 |
| ------ | ---- | -------------- | --- |
| 陸柏赫 |      | 2000年－2002年 | 赴台就職前曾任駐洛杉磯副總領事、駐華大使館政治處長、外交部（波昂）東亞處長。                         |
| 戴森   |      | 2002年－2005年 | 赴台就職前曾任駐中非共和國大使、駐寮國大使，離台後調為驻蒙古国大使。                                 |
| 薄達夫 |      | 2005年－2008年 | 赴台就職前曾任駐尚比亞大使館、駐奈及利亞大使館的代理館長及駐廣州總領事。                             |
| 歐芮   |      | 2008年－2011年 | 離台後歷經外交部（柏林）東南亞、澳洲、紐西蘭暨太平洋處長及駐奈及利亞大使等職。                       |
| 紀克禮 |      | 2011年－2014年 | 赴台就職前曾任駐摩爾多瓦大使、駐伊朗公使、駐吉達（沙烏地阿拉伯）總領事。                             |
| 歐博哲 |      | 2014年－2018年 | 赴台就職前曾任駐日大使館政治處長、 駐巴西大使館公使兼經濟暨全球化事務處長， 離台後轉任駐阪神總領事。 |
| 王子陶 |      | 2018年－2021年 | 赴台就職前曾任駐孟加拉大使                                                                           |
| 許佑格 |      | 2021年－       | 赴台就職前曾任駐印度大使館公使、駐委內瑞拉臨時代理大使                                               |

## 資料來源
1. 1 2 3  , 臺北市: 臺灣省文獻委員會, 1971-06-30
2. ↑  胡為真,  (pdf), 中華民國外交部, 2003-01-23  [2015-03-13], （原始内容存档 (PDF)于2015-04-02）（繁體中文）
3. ↑  . 福建省情资料库.   [2015-04-01]. （原始内容存档于2015-04-02）.
4. ↑  . . 2014-07-01  [2015-03-13]. （原始内容存档于2015-04-02）.（德文）
5. ↑  . . 2006-09-18  [2015-03-13]. （原始内容存档于2006-09-18）.（英文）
6. ↑  . . 2007-05-20  [2015-03-13]. （原始内容存档于2007-05-20）.（德文）
7. ↑  . 中華民國外交部. 2005-07-26  [2015-03-14]. （原始内容存档于2015-04-06）.（繁體中文）
8. ↑  . 中華民國外交部. 2008-06-13  [2015-03-13]. （原始内容存档于2015-04-03）.（繁體中文）
9. ↑  （英文）
10. ↑  . .   [2020-07-10]. （原始内容存档于2020-07-09）.（德文）
11. ↑  . Deutsches Institut Taipei.   [2015-03-13]. （原始内容存档于2015-03-13）.（德文）
12. 1 2  （德文）. . 2020  [2020-09-18]. （原始内容存档于2021-01-21）.
13. ↑  . .   [2018-08-02]. （原始内容存档于2018-08-02）.
14. ↑  . . 2019-10-10  [2021-07-16]. （原始内容存档于2021-07-16）.
15. ↑  . . 2015-02-06  [2021-08-20]. （原始内容存档于2021-08-06）.（西班牙文）

## 外部連結
- 德國在臺協會（Facebook）